# 蘇原北山町
蘇原北山町（そはらきたやまちょう）は、岐阜県各務原市の地名。現行行政町名は蘇原北山町一丁目から四丁目。

## 地理
各務原市の蘇原地区に属する。
町域の東部は須衛町、蘇原持田町、蘇原清住町、東山、西部は蘇原北陽町及び岐阜市岩滝東、南部は蘇原北陽町、蘇原清住町、蘇原飛鳥町、北部は須衛町及び岐阜市諏訪山に接する。
町域には東海北陸自動車道が通過する。
地名は旧・持田村の字名に因む。
町域の大部分は岐阜カンツリー倶楽部のコースである。

## 歴史
1980年（昭和55年）、蘇原持田町の一部と蘇原飛鳥町の一部をもって蘇原北山町が成立。

## 世帯数と人口
2024年（令和6年）10月1日現在の世帯数と人口は以下の通りである。尚、二・三・四丁目の住民登録は無い。
| 丁目             | 世帯数 | 人口 |
| ---------------- | ------ | ---- |
| 蘇原北山町一丁目 | 10世帯 | 28人 |
| 蘇原北山町二丁目 | 0世帯  | 0人  |
| 蘇原北山町三丁目 | 0世帯  | 0人  |
| 蘇原北山町四丁目 | 0世帯  | 0人  |
| 計               | 10世帯 | 28人 |

## 小・中学校の学区
市立小・中学校に通う場合、学区は以下の通りとなる。尚、蘇原北山町の自治会は持田町自治会である。
| 番・番地等 | 小学校                   | 中学校               |
| ---------- | ------------------------ | -------------------- |
| 全域       | 各務原市立蘇原第一小学校 | 各務原市立蘇原中学校 |

## 主な施設など
- 蘇原自然公園
- 伊吹の滝
- 北山池
- 伊吹の瀧不動明王
- 飛鳥球場
- 岐阜カンツリー倶楽部
- 各務原アルプス
  - 権現山展望台
  - 北山展望台